# Sonnenfinsternis vom 22. August 1998
Bei der Sonnenfinsternis vom 22. August 1998 handelte es sich um eine ringförmige Sonnenfinsternis, die in Südostasien und Ozeanien zu beobachten war. Die Zentrallinie verlief über Sumatra, Malaysia, Brunei, Kalimantan und dann weiter Richtung Osten im Pazifik nördlich an den Inseln Sulawesi und Neuguinea vorbei. Singapur lag knapp südlich der zentralen Zone. In Südostchina und in ganz Australien war die Finsternis partiell zu sehen.